# Vila Gustavo
Vila Gustavo é um tradicional bairro localizado na Zona Norte da cidade de São Paulo, no Brasil. Pertence ao distrito do Tucuruvi, administrado pela Subprefeitura de Santana/Tucuruvi
O bairro tem predominância de residências e de uma população de classe média.
Pelo bairro passam vias importantes, como a Avenida Gustavo Adolfo e a rua Major Dantas Cortez (Norte e Oeste), Avenida Doutor Antônio Maria Laet e Avenida Guapira (Oeste e Norte), rua Cruz de Malta (Sul e Oeste) e a Avenida Júlio Buono (Leste e Sul).

## História

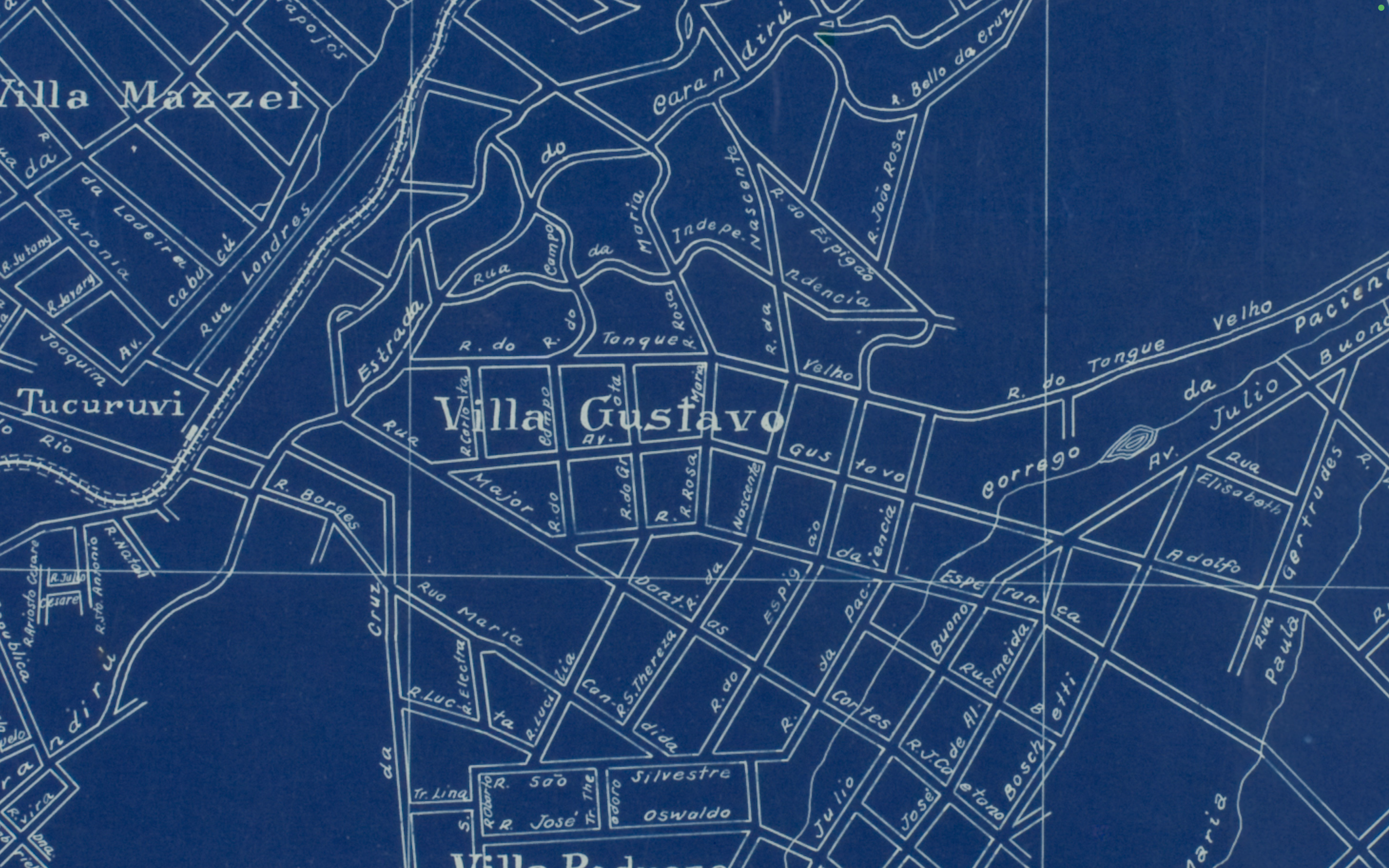
Primeiras vias do bairro. (1930).

Propriedade comprada por Gustavo Backheuser e Adolfo Thieler, em 1916, (daí o nome da Avenida Gustavo Adolfo), teve o projeto e planta de loteamento projetada pelo escritório do Engenheiro Oscar Krug, em 1928.
Já na década de 10 viviam nesta região as famílias em sua maioria de imigrantes portugueses e italianos, se destacam as famílias de Manoel da Ponte e Manoel Guarda (foi José Guarda filho mais velho de Manoel, caseiro na chácara do Sr. Gustavo.)
Com o loteamento dos terrenos do sítio Buraco Fundo, cujo proprietário era Francisco Buono em 25 de julho de 1916 (108 anos), o bairro inicia-se.
Na época era possível caçar pequenos animais (lebres, gatos-do-mato e perdizes) que existiam na área de matas. Conhecido também como Sítio do Tanque, devido a um reservatório de água cujo entorno era utilizado para criação de gado. Este mesmo tanque também originou o nome de uma das ruas da região, a Rua Tanque Velho. Somente na década de 1950, vieram a ser implantados os serviços básicos de água e luz.

## Geografia

### Localização Geográfica
O bairro da Vila Gustavo é relativamente extenso e fica situando ao leste do distrito do Tucuruvi, fazendo divisa com a Vila Ede, em Vila Medeiros. Parte do distrito possui uma topografia acidentada de ladeiras e colinas e de certos pontos avista-se a Rodovia Fernão Dias (BR-381) e parte da cidade de Guarulhos, além de outros bairros e distritos.
Limita-se, em sentido horário, com os bairros de: Santana, Jardim São Paulo, Tucuruvi, Jardim Brasil, Vila Medeiros, Vila Ede e Parada Inglesa.

## Características
A Vila Gustavo é, de forma geral, residencial. Construtoras têm feito prédios voltados a classe média. De comércio, destacam-se supermercados, farmácias, padarias, restaurantes e bares.
A proximidade dos bairros de Santana, Jardim São Paulo, Jardim França, Tucuruvi e Parada Inglesa, que são conhecidos pela presença de importantes áreas verdes na capital, faz da Vila Gustavo um dos lugares mais bem localizados da Zona Norte da capital paulista.